# Enonsaari
Enonsaari je otok u bazenu Enonselkä jezera Vesijärvi, u Lahtiju u južnoj Finskoj.

## Turizam
Otok je ljeti vrlo popularno turističko mjesto. Tu su ljetne vikendice i velika vikendica izgrađena 1910. godine nazvana Siesta. Tu je i ognjište, sklonište i kafić. Vikendom ljeti mali putnički trajekt vozi iz Lahtija i iz Messiläe u Enonsaarii. Zimi je Enonsaari mirno odredište za skijaše i klizače.